# Diocese da Gália
A Diocese da Gália (em latim: Dioecesis Galliarum - "diocese da província da[s] [províncias da] Gália"), chamada também de Diocese das Gálias, foi uma diocese do Império Romano subordinada à prefeitura pretoriana da Gália. Ela abrangia o norte e o leste da Gália, ou seja, o norte e o leste da região do Loire da moderna França, incluindo os Países Baixos e a região a oeste do Reno na moderna Alemanha.

## História
A diocese da Gália foi criada depois das reformas administrativas de Diocleciano e Constantino I por volta de 314. Em 407, a fronteira do Reno foi rompida e a maior parte da Gália foi perdida para as tribos bárbaras temporariamente. O controle romano na Gália e na região do Reno foi restaurado depois da morte de Valentiniano III em 455. Depois disso, o único território que ainda estava sob controle romano era o noroeste, o chamado "Reino de Soissons". Depois da queda deste para os francos em 486 e o fim da administração romana na Gália, a diocese de facto deixou de existir.

## Subdivisões
A diocese tinha as seguintes províncias: 
- Gália Lugdunense I
- Gália Lugdunense II
- Gália Lugdunense III
- Gália Lugdunense IV
- Bélgica I
- Bélgica II
- Germânia I
- Germânia II
- Alpes Peninos e Graios
- Máxima Sequânia